# 国分村 (茨城県)
国分村（こくぶむら）は茨城県多賀郡にかつて存在した村である。

## 地理
- 現在の日立市の中部に位置する。
- 村域は多賀山地の一部でほとんど山がちな地形になっている。

## 歴史

### 村域の変遷
- 1889年（明治22年）4月1日 - 町村制施行により、金沢村・大久保村・下孫村が合併し多賀郡国分村が発足。
- 1939年（昭和14年）4月1日 - 鮎川村・河原子町と合併し多賀町が発足。同日国分村廃止。
- 1955年（昭和30年）2月15日 - 多賀町が日高村・久慈郡久慈町・坂本村・東小沢村・中里村ととも日立市に編入される。

変遷表
| 1868年 以前 | 1868年 以前 | 明治22年 4月1日 | 昭和14年 4月1日 | 昭和30年 2月15日 | 現在   |
| ----------- | ----------- | --------------- | --------------- | ---------------- | ------ |
|             | 金沢村      | 国分村          | 多賀町          | 日立市 に編入    | 日立市 |
|             | 大久保村    | 国分村          | 多賀町          | 日立市 に編入    | 日立市 |
|             | 下孫村      | 国分村          | 多賀町          | 日立市 に編入    | 日立市 |

## 大字
- 金沢（かねさわ）
- 大久保（おおくぼ）
- 下孫（しもまご）

## 人口・世帯

### 人口
総数 [単位： 人]
| 1891年（明治22年） | 2,918 |
| 1920年（大正 9年） | 3,499 |
| 1935年（昭和10年） | 4,314 |
| 1939年（昭和14年） | 4,715 |

### 世帯
総数 [単位： 世帯]
| 1920年（大正 9年） | 712 |
| 1935年（昭和10年） | 813 |
| 1939年（昭和14年） | 813 |

## 交通

### 鉄道
- 日本国有鉄道（ → 東日本旅客鉄道）
  - ■常磐線
    - 下孫駅（ → 常陸多賀駅）

### 道路
- 一般国道
  - 国道6号（陸前浜街道）